# Mjölhatteträsk
Mjölhatteträsk är en sjö i Gotlands kommun i Gotland och ingår i Gothemån-Snoderåns kustområde. Sjön har en area på 0,687 kvadratkilometer och ligger 2,9 meter över havet. Vid provfiske har abborre fångats i sjön.

## Delavrinningsområde
Mjölhatteträsk ingår i det delavrinningsområde (633219-165012) som SMHI kallar för Rinner mot Burgsviken. Medelhöjden är 8 meter över havet och ytan är 60,66 kvadratkilometer. Det finns inga delavrinningsområden uppströms utan avrinningsområdet är högsta punkten. Delavrinningsområdets utflöde mynnar i havet, utan att ha någon enskild mynningsplats. Delavrinningsområdet består mestadels av skog (16 %), öppen mark (17 %) och jordbruk (63 %). Avrinningsområdet har 0,68 kvadratkilometer vattenytor vilket ger avrinningsområdet en sjöprocent på 1,1 %. Bebyggelsen i området täcker en yta av 1,13 kvadratkilometer eller 2 % av avrinningsområdet.